# 할리데이 (영화)
《할리데이》(영어: Walking on Sunshine)는 2014년 공개된 영국의 로맨틱 뮤지컬 영화이다.

## 출연
- 애너벨 숄리 - 매디
- 줄리오 베루티 - 라프
- 한나 아터턴 - 테일러
- 리오나 루이스 - 엘리나
- 케이티 브랜드 - 릴
- 그레그 와이즈 - 더그
- 대니 키레인 - 미키
- 줄리오 코르소 - 엔리코